# Oersdorf
Oersdorf est une commune allemande du Schleswig-Holstein, située dans l'arrondissement de Segeberg (Kreis Segeberg), immédiatement à l'est de la ville de Kaltenkirchen. Oersdorf est l'une des neuf communes de l'Amt Kisdorf dont le siège est à Kattendorf.